# Nedersaksiske Rigskreds
Den Nedersaksiske Kreds (tysk: Niedersächsischer Reichskreis) var en rigskreds i det Tysk-Romerske Rige. Kredsen blev oprettet omkring år 1500 som en af 6 kredse (i 1512 udvidet med 4) og bestod til 1806. Området omfattede blandt andet Hertugdømmet Holsten, Mecklenburg og Hertugdømmet Sachsen.
Et usædvanligt træk ved kredsen var, at på forskellige tider var kongerne af Danmark (i Holsten), Storbritannien (i Hannover) og Sverige (i Bremen) alle som fyrster i en kejserlig stat deltagere.

## Oprindelse
Kong Albrecht 2. lagde grunden til en nedersaksisk rigskreds i 1438. En saksisk rigskreds blev formelt oprettet i 1500, men i 1512 blev den opdelt i en højsaksisk og en nedersaksisk kreds. Opdelingen blev lovfæstet i 1522, men det tog et godt stykke tid, før den nye inddeling blev implementeret i Rigskammerretten. Benævnelserne nedersaksisk, højsaksisk og Nederlandene kom først i brug langt senere. Navnet Nedersachsen blev først brugt i 1548.
Kredsen omfattede efter 1521 følgende lande:
1. ærkebispedømmerne Magdeburg og Bremen,
2. stifterne Halberstadt, Hildesheim, Lübeck, Ratzeburg, Schwerin,
3. hertugdømmerne Braunschweig, Sachsen-Lauenburg, Mecklenburg, Holstein med Pinneberg og Altona samt
4. byerne Lübeck, Goslar, Mühlhausen, Nordhausen, Hamburg og Bremen.

På kredsdagene førte afvekslende Magdeburg og Bremen direktoriet.

## Trediveårskrigen
Christian 4. kunne som hertug af Holsten lade sig vælge til kredsoberst og som sådan deltage i Trediveårskrigen uden samtykke fra det danske rigsråd. Hans deltagelse blev kun kort, idet han i slaget ved Lutter am Barenberg led et nederlag, hvilket ved den efterfølgende fred i Lübeck 1629 medførte, at han måtte love aldrig mere at blande sig i tyske anliggender.

## Sammensætning
Den nedersaksiske kreds bestod af:
| Navn                  | Status               | Bemærkninger |
| --------------------- | -------------------- | --- |
| Blankenburg           | Grevskab             | Oprettet 1123, fra 1599 under hertugerne af Braunschweig-Wolfenbüttel, ophøjet til grevskab i 1703,                                              |
| Bremen                | Fyrstærkebispedømme  | Oprettet 787 af Karl den Store, sekulariseret i 1648 som Hertugdømmet Bremen, under Sverige, overdraget Hannover i 1719                          |
| Bremen                | Fri rigsstad         | Fra 1186 |
| Braunschweig-Lüneburg | Hertugdømme          | Udelt 1235–1269, og udgjorde således en enhed inden oprettelsen af rigskredse. Der efter fællesbenævnelse for Welfs besiddelser i området.       |
| Calenberg             | Hertugdømme          | Underafdeling under Braunschweig-Lüneburg fra 1494, forenet med Celle i 1705 til Hannover, omfattende hele Braunschweig bortset fra Wolfenbüttel |
| Gandersheim           | Fyrstabbedi          | Oprettet 852 af hertug Liudolf af Sachsen, rigsumiddelbart stadfæstet af kong Henrik Fuglefænger i 919, bestridt af Braunschweig-Wolfenbüttel    |
| Goslar                | Fri rigsstad         | Fra 1290 |
| Grubenhagen           | Fyrstendømme         | Underinddeling under Brunswick-Lüneburg fra 1291 til 1596                                                                                        |
| Halberstadt           | Fyrstbispedømme      | Oprettet af Karl den Store 804, sekulariseret i 1648 som Fyrstendømmet Halberstadt under Brandenburg                                             |
| Hamborg               | Fri rigsstad         | Fra 1189 |
| Hildesheim            | Fyrstbispedømme      | Oprettet 815 af Ludvig den Fromme |
| Holsten               | Hertugdømme          | Oprettet 1474, de danske kongers del af Holsten, fra 1648 med sæde i Glückstadt                                                                  |
| Holsten-Gottorp       | Hertugdømme          | Underafdeling af Hertugdømmet Holsten fra 1544 til 1773. De gottorpske hertugers del af Holsten.                                                 |
| Lübeck                | Fyrstbispedømme      | Oprettet 1160 af Henrik Løve |
| Lübeck                | Fri rigsstad         | Fra 1226 |
| Lüneburg              | Fyrstendømmet        | Underafdeling under Brunswick-Lüneburg fra 1269 til 1705                                                                                         |
| Magdeburg             | Fyrst-ærkebispedømme | Oprettet 955 af Otto 1., sekulariseret i 1680 som Hertugdømmet Magdeburg, under Brandenburg                                                      |
| Mecklenburg-Schwerin  | Hertugdømme          | Oprettet 1352 |
| Mecklenburg-Güstrow   | Hertugdømme          | Underafdeling under Mecklenburg-Schwerin fra 1520 til 1552, og fra 1621 til 1695                                                                 |
| Mecklenburg-Strelitz  | Hertugdømme          | Underafdeling under Mecklenburg-Schwerin fra 1701                                                                                                |
| Mühlhausen            | Fri rigsstad         | Fra 1251 |
| Nordhausen            | Fri rigsstad         | Fra 1220 |
| Rantzau               | Grevskab             | Oprettet 1650, under det danske konger af det oldenborgske hus fra 1734                                                                          |
| Ratzeburg             | Fyrstbispedømme      | Oprettet 1154 af Henrik Løve, sekulariseret i 1648 som Fyrstendømmet Ratzeburg, under hertugerne af Mecklenburg, Mecklenburg-Strelitz fra 1701   |
| Regenstein            | Grevskab             | Fra omkring 1160, forenet med Blankenburg i 1368, under hertugerne af Braunschweig-Wolfenbüttel fra 1599                                         |
| Sachsen-Lauenburg     | Hertugdømme          | Oprettet 1296, kom under hertugerne af Braunschweig-Calenberg i 1689                                                                             |
| Schwerin              | Fyrstbispedømme      | Oprettet 1154 af Henrik Løve, med slde i Bützow fra 1239, sekulariseret i 1648 som hertugdømme under hertugerne af Mecklenburg-Schwerin          |
| Wolfenbüttel          | Fyrstendømme         | Underafdeling under Brunswick-Lüneburg fra 1269, forandredes til Hertugdømmet Braunschweig i 1815                                                |